# Haosibu'erdu
Haosibu'erdu (kinesiska: 豪斯布尔都, 豪斯布尔都苏木) är en socken i Kina. Den ligger i den autonoma regionen Inre Mongoliet, i den norra delen av landet, omkring 600 kilometer väster om regionhuvudstaden Hohhot.
Genomsnittlig årsnederbörd är 401 millimeter. Den regnigaste månaden är oktober, med i genomsnitt 67 mm nederbörd, och den torraste är januari, med 2 mm nederbörd.